# Мужіївське золоторудне родовище

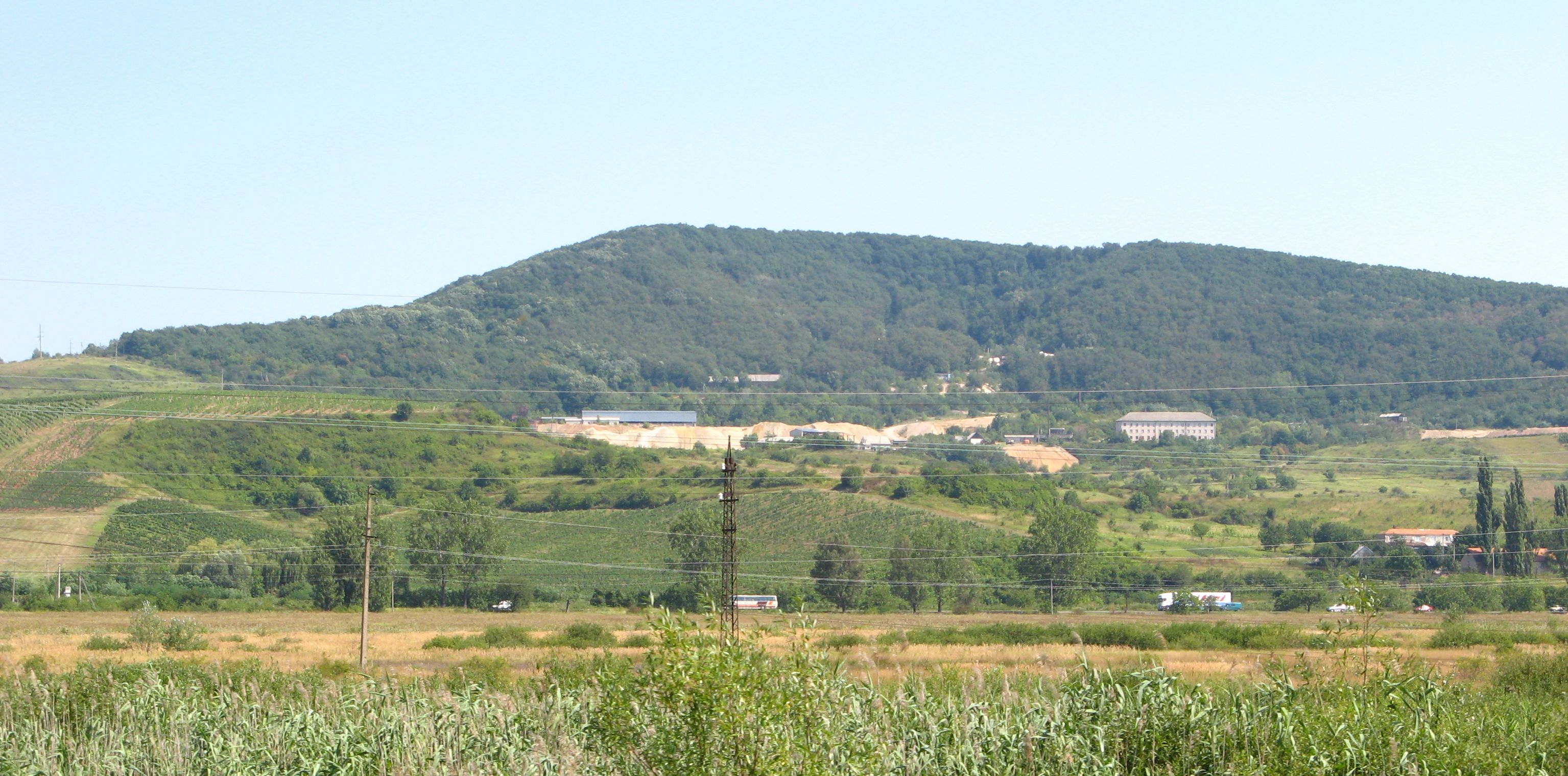
Мужіївське золоторудне родовище (біля м. Берегове, Закарпаття)

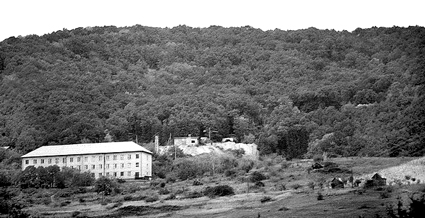
Мужіївська золотовидобувна фабрика

Мужіївське золоторудне родовище  — родовище золота в Берегівському районі Закарпатської області. Єдине в Україні родовище золота із затвердженими запасами. Розташоване біля села Мужієво, у південно-західній частині Берегівського низькогір'я.

## Дозволи на видобування
- 1996—1999 — дочірнє підприємство «Мужіївський золотополіметалевий рудник»[1];
- 1999—2002 — дочірнє підприємство «Мужіївський золотополіметалевий рудник»[2];
- 2002 (14 років, анульований 2008)  — товариство з обмеженою відповідальністю «Закарпатполіметали»[3];
- 2012—2032 (20 років) — ПрАТ «Карпатська рудна компанія»[4].

## Історія
Золото тут здавна добували і німці, і турки, і угорці, і українці. Турки у середньовіччі, зокрема, вивезли за 200 років близько 20 т. Добували на той час примітивно,— це було кайло, світильник, грабарка. Золотошукачі слідували за золотоносними жилами, що знаходились в м'якому каоліні. Вони занурювались углиб не більше, як на 200 метрів. З цього ж каоліну за часів Австро-Угорщини виготовляли знамениту на увесь світ віденську порцеляну. Система старих штолень дуже акуратна й логічно завершена. А в деяких місцях залишені були навіть купки руди, готової до промивання.

## Характеристика покладів
При вивченні речовинного складу руд Мужіївського родовища виділено два мінеральних типи руд: власне золотовмісні та комплексні золотополіметалічні. Відповідно до результатів фазового аналізу в цих типах руд кількість золота, зв'язаного з мінералами-носіями різна. У власне золотих рудах золота зв'язаного з мінералами-носіями — 5,8 %, а в поліметалічних — 66 %. Характерною рисою обох типів руд є відсутність золота, зв'язаного з карбонатами.
Геологічну розвідку поблизу Мужієвого вели із 1950-х років. Геологи, які розвідали та затвердили родовище, отримали за це державні премії колишнього СРСР. Запаси золота виявлені також на Сауляку (Рахівський район) і в центральній Україні (Український кристалічний щит). Але Мужіївське родовище — єдине в Україні родовище золота із затвердженими запасами.
У власне золотовмісних рудах основними мінералами є кварц, каолініт і дикіт. Мінералами-носіями золота у власне золотих рудах Мужіївського родовища є: кварц, каолініт, барит, оксиди заліза. У середньому по родовищу масова частка золота в мінералах коливається: у кварці від 0,01 г/т до 4 г/т; у бариті від 2 г/т до 15 г/т; у гідрооксидах заліза від 2 г/т до 5 г/т; у каолініті, на якому адсорбовані тонкодисперсні частини золота (< 0,001мм), до 1-3 г/т.
Комплексні золотополіметічні руди відрізняються від власне золотих руд за мінеральним складом, у них значно менше глинистих мінералів (12 %), а вміст сульфідів значно вищий (22,4 %).
Золотополіметалічні руди відрізняються від власне золотих формами і розмірами золота, його розподілом у мінералах-носіях. У комплексних золото-поліметалічних рудах основними носіями золота є сульфіди — пірит, ґаленіт, сфалерит і меншою мірою кварц. Найбільша масова частка золота в мінералах-носіях золотополіметалічних руд Мужіївського родовища досягає в піриті і ґаленіті.
З власне золотовмісних руд виділений підтип високо глинистих руд з тонкодисперсним золотом, а з комплексних золотополіметалічних руд — підтип окиснені (напівокислені) руди, як правило, це свинцеві руди з золотом і сріблом при практично повній відсутності цинку.
Для власне золотовмісних руд розроблені три принципові схеми збагачення — флотаційна схема, гравітаційно-флотаційна схема та гравітація+ціанування. За останньою отримані найбільш високі показники, потім іде гравітаційно-флотаційна, флотаційна схема найменш ефективна. З огляду на високу токсичність ціанідів і незначну різницю показників збагачення, у порівнянні з гравітаційно-флотаційною схемою збагачення (1,5-2 % по вилученню золота), рекомендовано гравітаційно-флотаційну схему збагачення з повним водообігом.
Для комплексних золотополіметалічних руд Мужіївського родовища прийнята частково колективно-селективна схема збагачення, що забезпечує ефективне використання всіх різновидів руд.[джерело?]

## Розробка
Мужіївську фабрику-рудник відкрили 1999 року. За перший рік роботи видобули тільки 12 кг золота (2000 р. — 136 кг, 2001 р. — 76 кг, 2002 р. — 16 кг, 2003 р. — 61 кг, 2004 р. — 161 кг, 2005 р. — 182 кг). Усього видобуто 646,4 кг і перероблено 292,711 тонни руди.
Мужіївську фабрику можна розглядати як один з полігонів для дослідження золотовидобувних технологій та підготовки кадрів для золотовидобувної галузі країни, яка ще тільки зароджується.[джерело?]
Станом на 2017 р. в межах родовища знаходиться 55 тонн золота, 1 мільйон тонн цинку і свинцю розвіданих запасів. У грошовому еквіваленті — це майже 3,8 мільярда доларів.